# Mimodactylidae
Mimodactylidae é um grupo ou família de pterossauros do Cretáceo na Ásia Oriental e no Oriente Médio. Eles são filogeneticamente mais relacionados aos Istiodactylidae do que aos Ornithocheiridae ou Anhangueridae, formando o clado Istiodactyliformes junto com os Istiodactylidae e Hongshanopterus.
Em 2019, Alexander Wilhelm Armin Kellner, Michael Wayne Caldwell, Borja Holgado, Fabio Marco Dalla Vecchia, Roy Nohra, Juliana Manso Sayão e Philip John Currie definiram o clade Mimodactylidae como o grupo composto por Mimodactylus libanensis e todas as espécies mais intimamente relacionadas a Mimodactylus do que a Istio Istio avatar ou Anhanguera blittersdorffi. No mesmo ano, apenas duas espécies eram conhecidas: Mimodactylus do Cenomaniano do Líbano e sua irmã taxon Haopterus do Aptian da China.